# Монопод

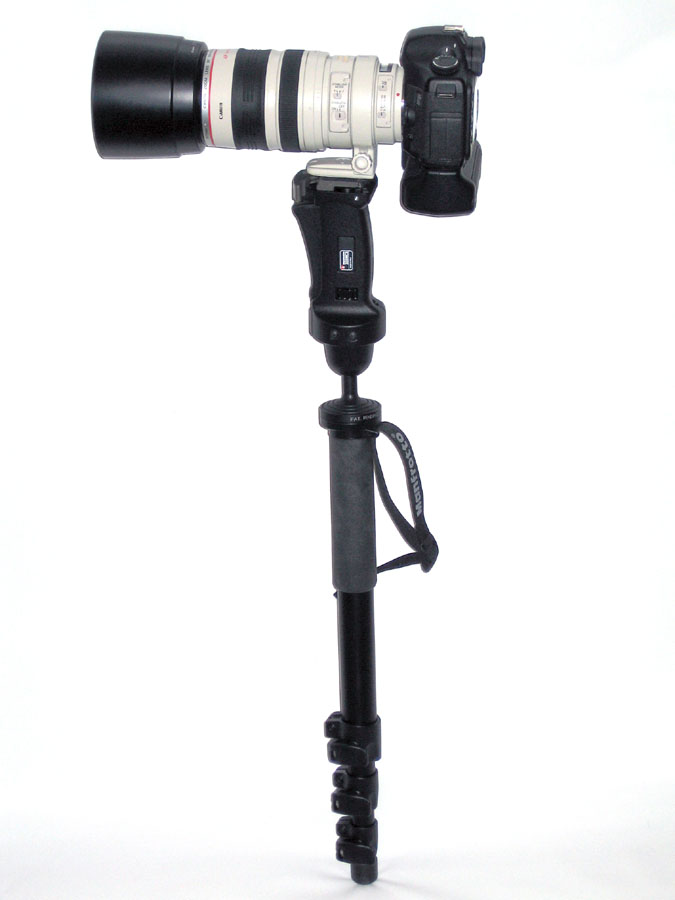
Монопод

Монопо́д (др.-греч. μονος — один и лат. pes — нога) — одна из разновидностей штатива.
Основное отличие от классической схемы штатива-треноги состоит в том, что у монопода только одна опора. Монопод не избавляет фотоаппарат от «шевелёнки» полностью, тем не менее, позволяет поставить выдержку на одну-две ступени большую, нежели при съёмке с рук. Главное преимущество монопода — мобильность: фотограф со штативом фактически привязан к одной точке (сворачивание-установка штатива занимает время), в то время как с моноподом он может двигаться, отыскивая подходящие ракурсы.

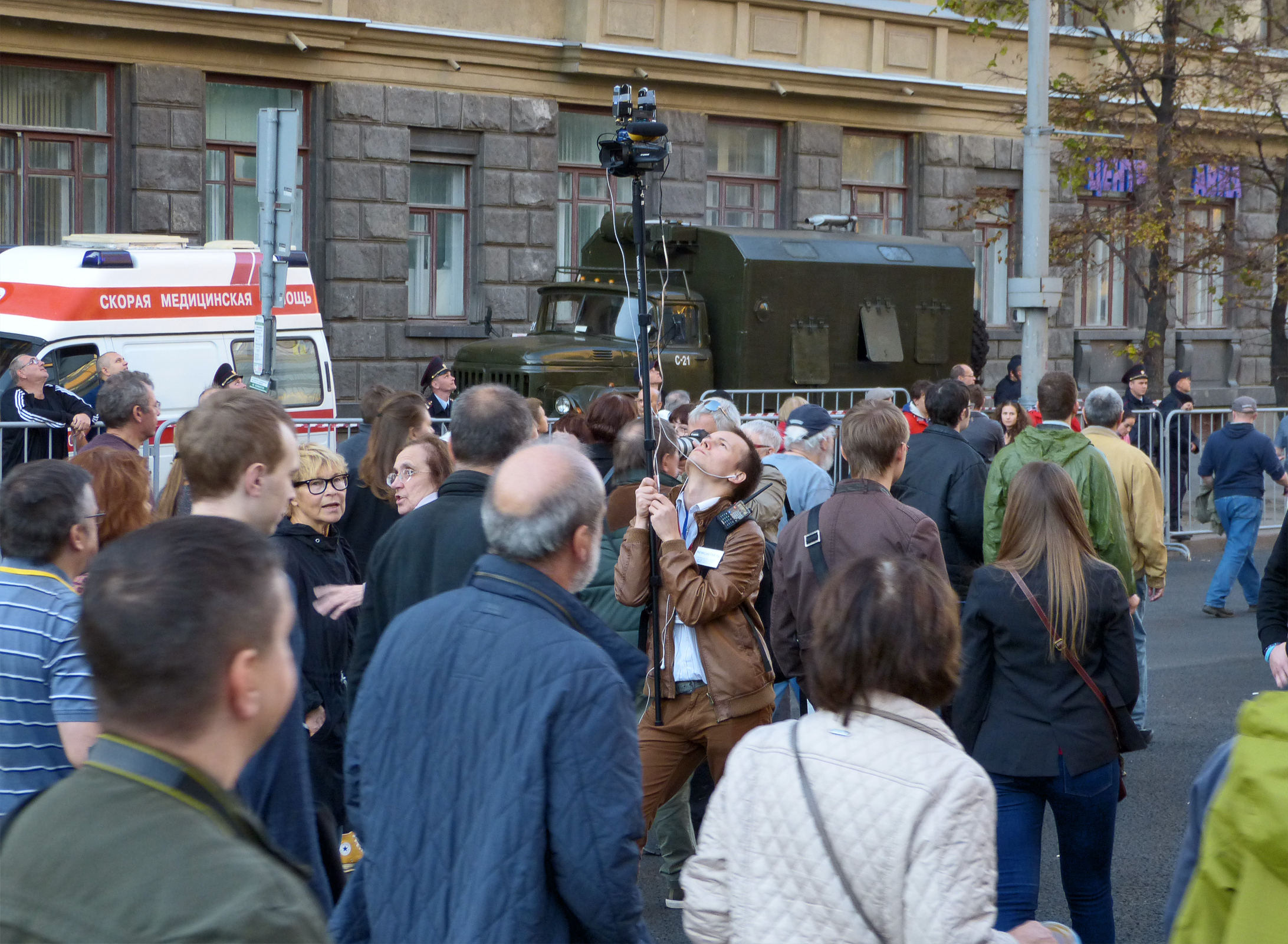
Вариант использования монопода при репортажной съёмке

При правильном использовании монопода фотограф, расставив ноги, наклоняется всем телом и упирается в наклоненный к нему монопод так, что образуется подобие трёхногого штатива.
Монопод позволяет уменьшить нагрузку на руки, поскольку фотографу при съёмке уже не приходится держать камеру и объектив (масса которых зачастую достигает нескольких килограммов) на весу. Иногда монопод используют для съёмки сверху, приподнимая его и фотокамеру над головой. В этом случае для спуска приходится пользоваться спусковым тросиком или другим видом дистанционного спуска.